# Zunfttruhe

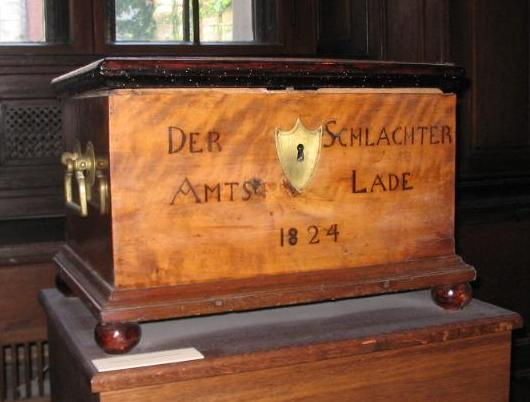
Lade einer Schlachterzunft, 1824, Märkisches Museum (Berlin)

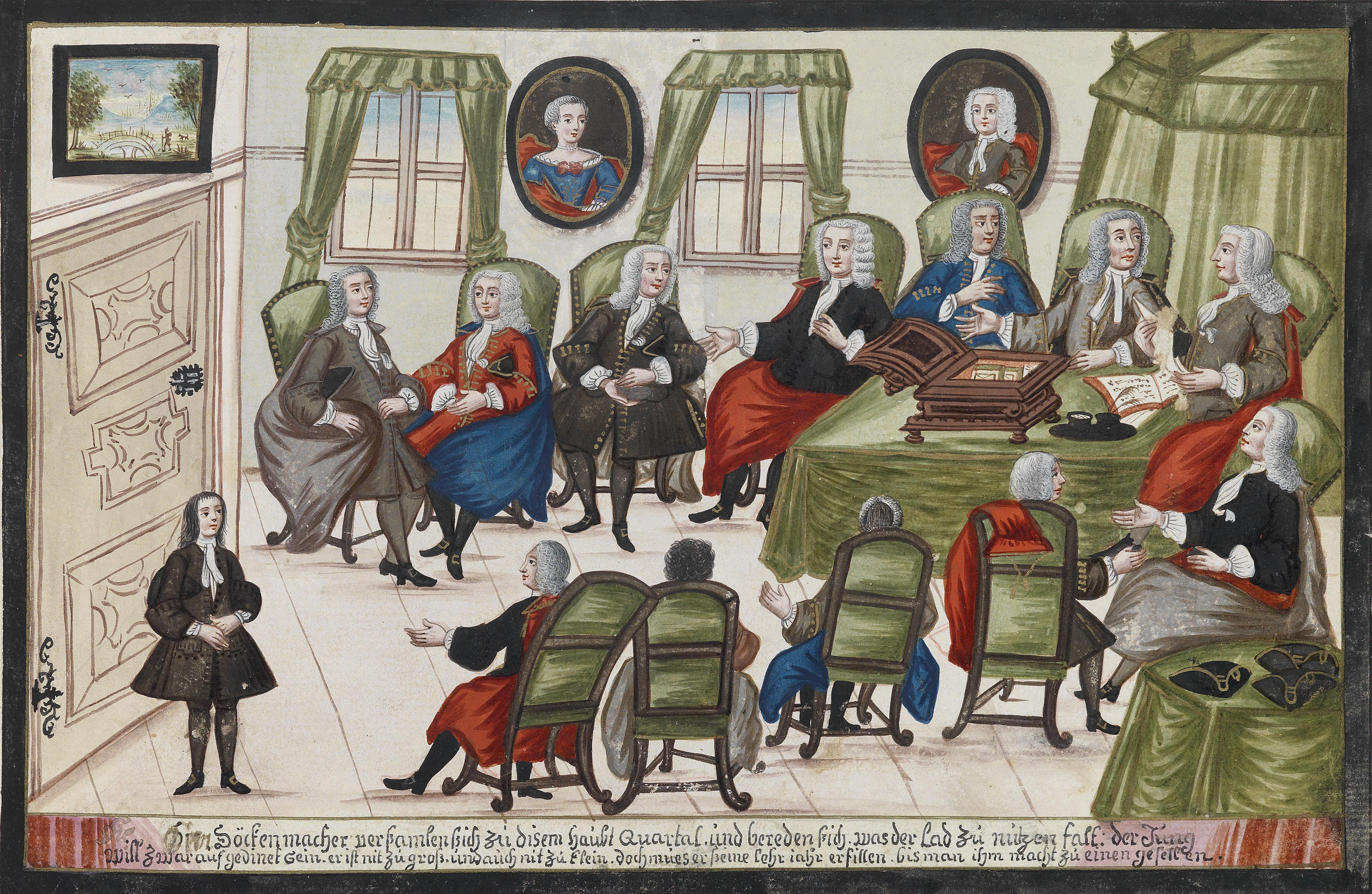
Versammlung der Wiener Deckenmacherzunft bei offener Lade, um 1736

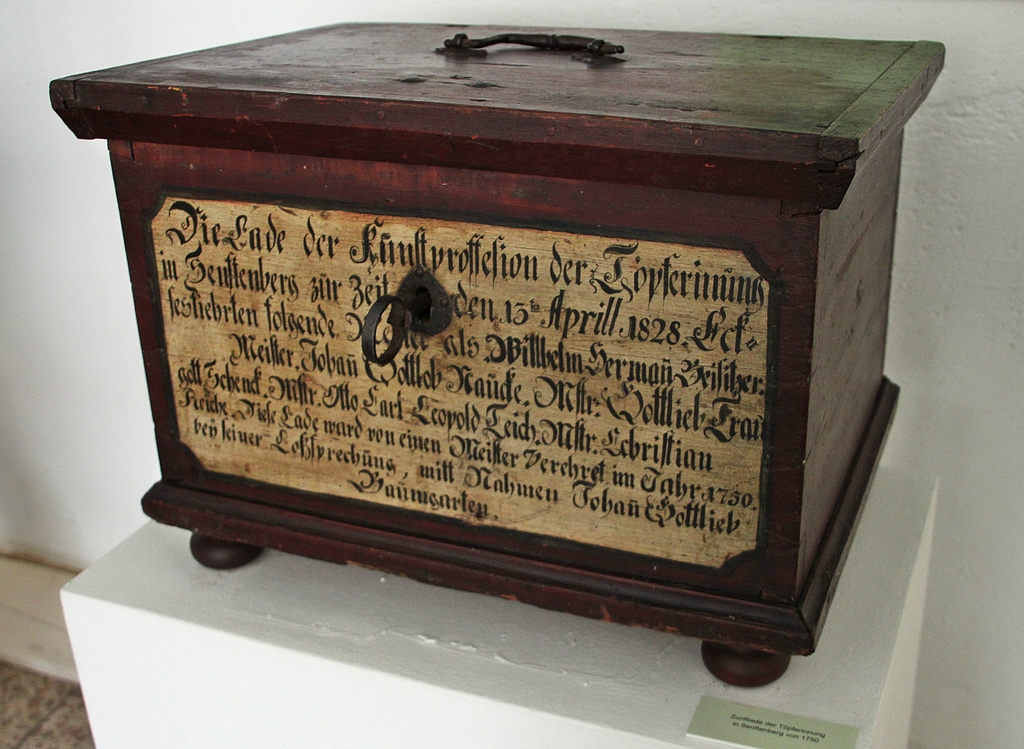
Zunftlade der Töpferinnung von Senftenberg, 1750 / renoviert 1828

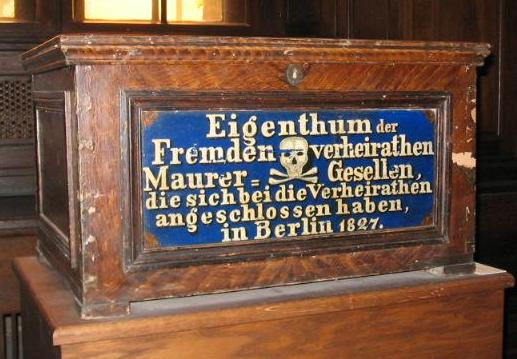
Lade einer Korporation auswärtiger Maurergesellen, Berlin, 1827, Märkisches Museum (Berlin)

Unter einer Zunfttruhe, Zunftlade oder Amtslade versteht man ein kastenförmiges, durch Beschriftung und/oder Embleme ausgezeichnetes Verwahrmöbel aus dem ehemaligen Besitz einer Zunft. Es bewahrte nicht nur deren wichtige Dokumente und Wertobjekte, sondern spielte auch eine besondere Rolle bei ihren Amtshandlungen und Zeremonien.
Darüber hinaus wurde der Begriff Lade im Sinne eines pars pro toto als Synonym für Zunft gebraucht, in Norddeutschland auch speziell für „Totenladen“, die Sterbekassen der Handwerker, sowie für Gesellenkorporationen („Gesellenladen“). 

## Bedeutung
In den Zunfttruhen wurden die wichtigsten Dokumente der Zunft sicher aufbewahrt. Dazu gehörten die von der Obrigkeit gewährten Privilegien, die Zunftbücher mit den Artikeln, Statuten und Namensverzeichnissen, natürlich das Geldvermögen und die Siegelstempel, sicher auch möglichst sonst alles, was zum Wertbesitz der Zunft gehörte, wie Becher, Pokale (Willkomme) und Schenkkannen aus Zinn oder Silber. Die Lade „versinnbildlichte das Prestige und die wirtschaftliche Potenz des Handwerks, seine Ehrbarkeit und Reputation“.
Zunftladen spielten auch eine bedeutsame Rolle im Zunftrecht und Brauchtum. Wegen dieser besonderen Stellung wurden sie möglichst aufwendig gestaltet.

## Gestaltung
Die Laden wurden möglichst aus höherwertigen Hölzern angefertigt, waren mit Schnitzereien oder Marketerien versehen, doch mussten sich ärmere Zünfte und Bruderschaften oft mit bemalten Weichholztruhen begnügen. Selten fehlt in der Dekoration das Zunftwappen. Zum Schutz vor Veruntreuung hatten mehrere Meister je einen Schlüssel, nur gemeinsam konnten sie die mehrfach gesicherte Lade öffnen. Da die offene Lade im Zeremoniell von großer Bedeutung war, wurden oft auch die Deckelinnenseiten verziert und gestaltet. 
Die Zunfttruhen der Steiermark hat man typologisch in drei nach Aufwand gestaffelte Gruppen zu ordnen versucht, doch wird man, aufs Ganze des deutschen Sprachraum gesehen, fließende Übergänge zwischen sehr einfachen und sehr aufwendigen Truhenformen feststellen.

## Die Zunftlade in Brauchtum und Recht
Eine ganz besondere Funktion nahm die Zunftlade bei den Versammlungen der Zünfte ein, denn diese behandelten alle wichtigen Angelegenheiten der Gemeinschaft und fungierten so als „wichtigstes Organ der Zünfte“.  
Bei den Zunftversammlungen, bei denen eine bestimmte Sitzordnung vorherrschte, wurde zu Beginn der Sitzung die aus dem Haus des Zunftvorstandes herbeigeschaffte Zunftlade in feierlichem Zeremoniell geöffnet. Bei besonderen Anlässen stand sie zwischen brennenden Kerzen. Solange die Truhe geöffnet war, musste jeder Trunk unterbleiben, jedes unrechte Wort war streng verboten, ebenso wie Karten- und Würfelspiele, auch mussten die Waffen abgelegt werden. Sobald die Lade aufgeschlossen wurde, hatte die Sitzung „Kraft und Macht“, das Schließen der Lade bedeutete Unterbrechung oder Abschluss der rechtskräftigen Sitzung.  Bei geöffneter Lade wurden alle wesentlichen Angelegenheiten der Zunft behandelt. Vor ihr wurde der Lehrjunge losgesprochen, der Geselle zum Meister gemacht und Streitigkeiten geschlichtet.  

### Aufbewahrung der Zunftlade
Die Zunftlade wurde gewöhnlich im Haus des Zunftmeisters oder im Zunfthaus aufbewahrt. 
Wenn die Zunftlade im Haus des Zunftmeisters aufbewahrt wurde, musste diese nach jeder Installierung eines neuen Zunftmeisters in dessen Haus getragen werden. Diesen Ritus nannte man „Ladumtragen“. 
Da sich die Zünfte erst wenige Jahrzehnte vor der Entstehung von Altertümersammlungen und Museen auflösten, sind relativ viele Zunftladen, die durch Inschriften und Wappen ja meist bestens zuzuordnen sind, zum Teil über den Umweg Ratsarchiv, in Stadt- und Heimatmuseen gekommen.

## Die hierarchische Organisation der Laden (Zünfte) in der Steiermark
Die Hauptladen galten als eine Art obere Instanz in Handwerkssachen. Sie teilten Ordnungen mit, übertrugen diese auf neue Laden und bestätigten diese, indem sie besiegelte Urkunden ausstellten.
Für das Errichten einer Viertellade war die Zustimmung der Hauptlade erforderlich und ihre Angehörigen mussten sich auch in ihrer Arbeitsweise nach den Bräuchen dieser oberen Instanz richten. Außerdem wurde von ihnen jährlich ein bestimmter Betrag abverlangt, der an die Hauptlade abführt werden musste oder direkt von den auswärtigen Meistern abgeholt wurde. Viertelladen hießen ursprünglich so, weil in jedem Landesviertel eine solche Zunft aufgerichtet werden sollte. Dieser eigentliche Begriff verallgemeinerte sich aber im Laufe der Zeit, weil sehr schnell mehr als vier Viertelladen in einem Gebiet bestanden.  
In Graz erklärten sich viele große Zünfte auch im 17. Jahrhundert als Hauptladen. Die bis dahin selbständigen Zünfte in den steirischen Städten und Märkten sanken auf die Stufe von Viertelladen herab. Die Grazer begründeten auch neue Viertelladen, so dass um etwa 1700 die meisten größeren Gewerbe eine das ganze Land umspannende Organisation mit dem Mittelpunkt in Graz besaßen. 1696 verbot die Regierung allerdings sämtlichen Zünften, aus eigenem Ermessen Haupt- und Viertelladen aufzurichten und Privilegien und Freiheiten eigenmächtig zu vergeben. Dieses Verbot setzte sich aber erst im 18. Jahrhundert allmählich durch.